# 山口行一
山口 行一（やまぐち ゆきかず）は、日本の都市工学者。大阪工業大学工学部都市デザイン工学科教授。工学博士（ロンドン大学UCL）・技術士（建設部門）。日本都市計画学会関西支部研究発表委員会委員。大阪市土地区画整理事業手法活用検討会議委員。京都市総合評価委員会委員。元国土交通省国土技術政策総合研究所研究官。
専門は、都市工学・都市計画（特にまちづくり・エリアマネジメント）、交通工学、建設工学・測量学。

## 経歴
ロンドン大学ユニバーシティカレッジ(UCL)バートレットスクールオブプランニング計画学専攻博士課程修了、工学博士。技術士（建設部門）。 徳島大学工学部助手、2005年国土交通省国土技術政策総合研究所研究官、2008年三菱総合研究所研究員を経て、2012年大阪工業大学工学部都市デザイン工学科に准教授として着任。2020年同学科教授。
主な所属学会は、土木学会、日本都市計画学会、日本建築学会、日本造園学会、日本測量協会など。 主な著書は「応用測量学」 (共著、井上書院2016、学術書）。

## 主な研究
- 大阪市梅田地下街における避難経路・行動に関する分析
- 神戸市都心部のにぎわい創出に資する空間構成に関する分析
- 八尾市の広場活用型まちづくりワークショップにおける合意形成の進め方に関する研究
- 八尾市内工業集積地区のエリアマネジメントの在り方に関する研究
- 特定地方交通線転換鉄道の利用状況と路線再生の要因に関する研究
- 住宅市街地内での住民の緑と花きに対する印象および緑地まちづくり活動に関する研究

主な国際会議での発表は、
- International Conference Asia-Pacific Planning Societies 2019 (ソウル大学)： 「Analysis of Travel Behavior by Rental Bicycle Users in Kyoto City: Comparing Japanese and Foreign Tourists」
- BIM EXPO HANNOVER 2019（ドイツ）：「The Strategic Approaches to Enhance the BIM and CIM Application in Japan」

## 主なテクニカルアドバイザー
- 大阪市土地区画整理事業手法活用検討会議委員
- 京都市総合評価委員会委員
- 神戸市みちの懇談会委員
- 神戸駅前再整備検討委員会委員
- 西宮市都市計画審議会委員
- 守口市まち・ひと・しごと創生委員会委員